# Блокада пучка Гіса

Блокада ніжок пучка Гіса

Блокада пучка Гіса ― це порушення роботи однієї з двох його ніжок, які в серці проводять електричне збудження від пучка Гіса до правого та лівого шлуночків. Це пошкодження внутрішньошлуночкової провідності.

## Анатомія та фізіологія
Електрична активність серця починається з синоатріального вузла (природного кардіостимулятора серця), який розташовано у верхньому правому передсерді. Далі імпульс проходить крізь ліве та праве передсердя і підсумовується в атріовентрикулярному вузлі. Від AV-вузла електричний імпульс рухається пучком Гіса і поділяється на праву та ліву ніжки пучка. Права ніжка пучка містить одну гілку. Ліва ніжка пучка ділиться на дві гілки: передню ліву гілку та задню ліву. Інші джерела поділяють ліву ніжку пучка на три гілки: ліву передню, ліву задню і ліву перегородкову гілку. Грубіша ліва задня гілка роздвоюється, причому одна з них знаходиться в межах перегородки. Зрештою, гілки поділяються на мільйони волокон Пуркінє, які далі перетинаються з окремими серцевими міоцитами, що забезпечує швидку, керовану та узгоджену фізіологічну деполяризацію шлуночків.

## Пояснення
Коли ніжка пучка або гілка пошкоджуються (через серцеві захворювання, інфаркт міокарда або операції на серці), вони можуть припинити належним чином проводити електричні імпульси. Це призводить до зміни шляхів деполяризації шлуночків. Оскільки електричний імпульс більше не може використовувати бажаний шлях крізь ніжки та гілки пучка, він може замість цього рухатися м'язовими волокнами таким чином, що одночасно уповільнює рух електрики та змінює напрямок розповсюдження імпульсів. Внаслідок цього відбувається втрата шлуночкової синхронії, тривала деполяризація шлуночків, і може статися відповідне падіння серцевого викиду. За наявності серцевої недостатності для повторної синхронізації шлуночків, можна використовувати спеціалізований кардіостимулятор. Теоретично такий кардіостимулятор скорочує інтервал QRS, таким чином зближуючи час скорочення лівого і правого шлуночків і трохи збільшуючи обсяг викиду.

## Розпізнання

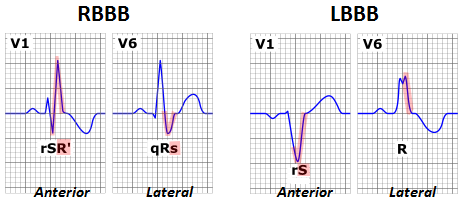
Блокада правої та лівої ніжок пучка.

Блокаду ніжки пучка Гіса може бути діагностовано, коли тривалість показника QRS на ЕКГ перевищує 120 мс. Блокада правої ніжки пучка Гіса зазвичай, викликає подовження останньої частини показника QRS і може трохи змістити електричну вісь серця праворуч. ЕКГ покаже термінальний зубець R у відведенні V1 і нечіткий зубець S у відведенні I. Блокада лівої ніжки пучка Гіса, розширює увесь QRS і в більшості випадків зміщує електричну вісь серця ліворуч. ЕКГ покаже комплекс QS або rS у відведенні V1 і монофазний зубець R у відведенні I. Ще одною нормальною ознакою блокади ніжки пучка Гіса, є відповідний дисонанс зубця T. Іншими словами, зубець Т буде відхилений навпроти до кінцевого відхилення комплексу QRS. Блокада пучкової ніжки, особливо блокада лівої ніжки пучка Гіса, може призвести до серцевої дисинхронії. Одночасне виникнення блокади лівої і правої ніжок пучка Гіса призводить до повної АВ-блокади. 